# Asia Argento
Asia Aria Maria Vittoria Rossa Argento (Roma, 20 de setembro de 1975) é uma atriz, cantora, modelo, roteirista e cineasta italiana, filha do cineasta Dario Argento.
Após o escândalo de Harvey Weinstein em 2017, ela se tornou líder do movimento contra assédio e a agressão sexual, "#MeToo". Contudo, em agosto de 2018, The New York Times detalhou alegações de que Argento agredira sexualmente o ator Jimmy Bennett em 2013, quando ele tinha 17 anos e ela, 37, e que o jovem também tinha recebido 380 mil dólares pelo seu silêncio; em seguida, ela negou as acusações. Todavia, após ter circulado uma foto de Argento e Bennett juntos em uma cama, ela confirmou que havia tido relações sexuais com o garoto, mas que "ele tinha 18 anos na época"; ela ainda declarou ter se arrependido de denúncias contra Weinstein.
Asia publicou sua autobiografia "Anatomia de um coração selvagem" em 2021, onde detalha sua carreira, relações familiares, faz novas denúncias e compartilha sua vida dentro da indústria cinematográfica.
A artista é mãe de Anna Lou Castoldi, fruto de seu relacionamento com o cantor italiano Morgan, e Nicola Civetta, filho do também diretor italiano Michele Civetta.
Em junho de 2022, a artista declarou estar completando um ano de sobriedade, longe de álcool e drogas; creditando o novo estilo de vida à prática budista e ao apoio dos Alcoólicos Anônimos. Atualmente, Argento namora o lutador de MMA italiano Michele Martignoni.

## Filmografia
- Demoni 2 (1986)
- Palombella Rossa (1988)
- La Chiesa (1989)
- Trauma (1993)
- A Rainha Margot (1994)
- The Stendhal Syndrome (1996)
- New Rose Hotel (1998)
- B. Monkey (1998)
- The Phantom of the Opera (1998)
- Les Misérables (minisérie) (2000)
- Scarlet Diva (2000)
- Red Siren (2002)
- Triplo X (2002)

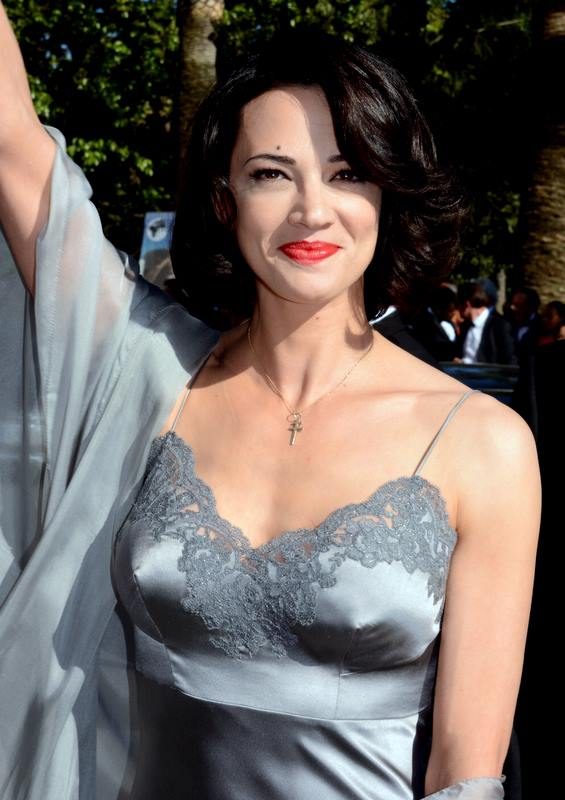
Cannes, 2013

- (s)AINT (videoclip de Marilyn Manson) (2003)
- The Keeper (2004)
- The Heart Is Deceitful Above All Things (2004)
- Last Days (filme) (2005)
- Cindy: The Doll Is Mine (2005)
- Land of the Dead (2005)
- Live Freaky Die Freaky (2006)
- Sean Lennon's Friendly Fire (2006)
- Marie Antoinette (2006)
- Coin Locker Babies (2006)
- Transylvania (2006)
- Une vieille maîtresse aka The Last Mistress (2007)
- Désengagement (2007)
- Boarding Gate (2007)
- The Mother of Tears (2007)
- De la guerre (2008)
- Dracula 3D   (2012)
- ‎Firmeza (2012)
- The Voice Thief (2013)
- Obsessive Rhythms (2013)
- Shongram (2014)
- Misunderstood (2014)
- Sticky Fingers: The Movie! (2016)